# 德尼·特里斯唐
德尼·特里斯唐（法語：Denis Tristant，1964年11月23日—），生于厄尔河畔帕西，法国男子手球运动员。他曾代表法国国家队参加1992年夏季奥林匹克运动会手球比赛，获得一枚铜牌。